# 鮑氏環宇海龍
鮑氏環宇海龍（学名：Cosmocampus balli），为輻鰭魚綱棘背魚目海龍魚科的其中一種，分布於中太平洋東部的夏威夷群島海域，體長可達12公分，棲息在有遮蔽物的礁石區或海床，卵胎生，可作為觀賞魚。